# Play (Moby)

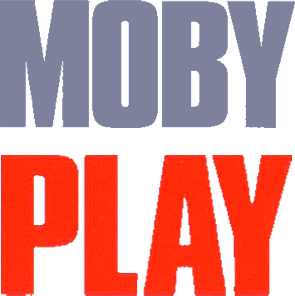
Beeldmerk

Play is een album van de Amerikaanse muzikant Moby.
Het album werd in 1999 uitgebracht op het label Mute Records.
Play bevat samples van Alan Lomax.
Er werd ook een gelimiteerde versie van dit album uitgebracht, met extra nummers.

## Tracks
1. Honey
2. Find My Baby
3. Porcelain
4. Why Does My Heart Feel So Bad?
5. South Side
6. Rushing
7. Bodyrock
8. Natural Blues
9. Machete
10. 7
11. Run On
12. Down Slow
13. If Things Were Perfect
14. Everloving
15. Inside
16. Guitar Flute & String
17. The Sky Is Broken
18. My Weakness

bonus tracks -limited edition
- The Whispering Wind
- Honey (Rollo & Sister Blunt Edit)
- Spirit
- Why Does My Heart Feel So Bad (Ferry Corsten remix)
- Sunspot
- Natural Blues (Mike D remix)